# 波帕斯內 (夏斯佳區)
波帕斯內（羅馬化：Popasne）是位於烏克蘭東部的村莊，由盧甘斯克州夏斯佳区的新艾達爾市鎮負責管轄。該村始建於1959年，面積0.59平方公里，海拔高度176米，2001年人口62，人口密度每平方公里105.1人。